# Ormondville
Ormondville ist ein kleines Dorf im Tararua District der Region Manawatū-Whanganui auf der Nordinsel von Neuseeland.

## Namensherkunft
Das Dorf wurde nach dem Grundstücksbesitzer und Politiker John Davies Ormond (1831–1917) benannt.

## Geographie
Ormondville befindet sich rund 17 km nordöstlich von Dannevirke und rund 27,5 km südwestlich von Waipukurau in der Ebene des Manawatū River. Das Dorf, dass bei der Volkszählung im Jahr 2018 rund 70 Einwohner zählte und eine Fläche von 0,29 km² umfasst, liegt direkt an der Bahnstrecke der Palmerston North–Gisborne Line und verfügt über einen kleinen eigenen Bahnhof.

## Ormondville Viaduct

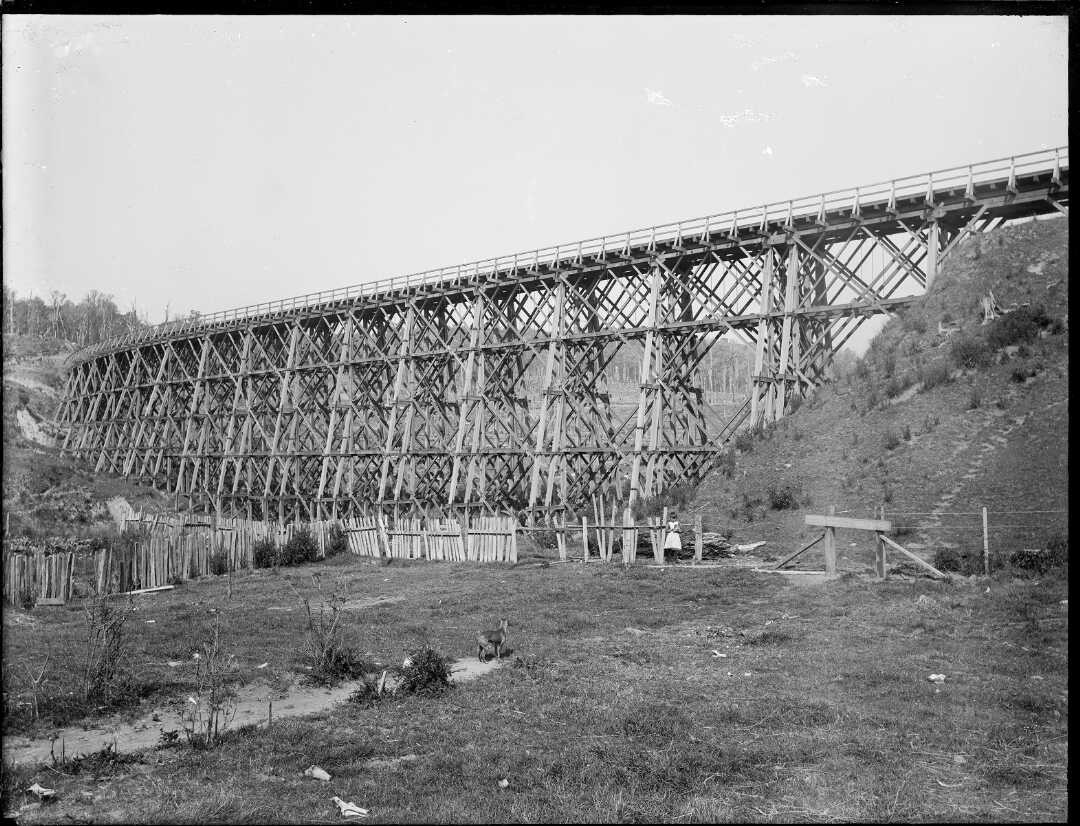
Ormondville Viaduct im Jahr 1880

Rund 700 m östlich des Bahnhofs von Ormondville befindet sich das Ormondville Viaduct, das der Eisenbahn eine Überquerung des Mangarangiora Stream und dessen Tal ermöglicht. Das Bauwerk wurde ursprünglich aus Holz ausgefertigt und am 9. August 1880 erstmals befahren. Am 9. Januar 1907 konnten dann erstmals Züge über eine neue aus Stahl gefertigte Brücke das Tal überqueren.